# تشاة موري (مقاطعة دورة)
تشاة موري (بالفارسية: چاه موری) هي قرية تقع في قسم دورة الريفي (مقاطعة دورة) في إيران. يقدر عدد سكانها بـ 15 نسمة .